# Коломна (футбольний клуб)
Муніципальне бюджетна установа футбольний клуб «Коломна» або просто «Коломна» (рос. Муниципальное бюджетное учреждение футбольный клуб «Коломна») — російський футбольний клуб з міста Коломна Московської області, який виступає в Першості ПФЛ (група «Захід»).

## Хронологія назв
- 1906—1919 — КГТ (Коломенське гімнастичне товариство)
- 1919—1923 — СФК (Голутвінська секція фізичної культури)
- 1923—1936 — ГФК (Гурток фізичної культури)
- 1936—1942 — «Дзержинець»
- 1942—1945 — «Трактор»
- 1945—1952 — «Дзержинець»
- 1953—1993 — «Авангард»
- 1993 — «Віктор-Авангард»
- 1994—1997 «Авангард-Кортек»

## Історія футболу в Коломні

### Довоєнна історія
Історія коломенського футболу розпочинається 1906 року, коли на машинобудівному заводі братів Струве (Коломенський завод), була створена перша футбольна команда — КГТ («Коломенське гімнастичне товариство»). Форма у команди була наступна: червоні футболки з емблемою «КМТ» і білі труси. Наступного КГТ провів свій перший міжнародний матч з футболістами «Британського Спортивного Союзу», підсумок тієї зустрічі — 3:1 на користь Коломни. У дореволюційний період коломенська команда була прийнята в «Московську футбольну лігу» та «Футбольну лігу дачних гуртків». У 1911 році в Коломиї з'явилася своя міська ліга — «Коломенська футбольна ліга» («КФЛ»). У 1923 році команда Коломни взяла участь в першому чемпіонаті СРСР, який проходив в рамках першого всесоюзного свята фізичної культури в Москві, де пробилася в півфінал, увійшовши, в четвірку найсильніших команд країни.

### Повоєнна історія
Вперше в повоєнні роки на всесоюзній арені футбольна Коломна була представлена командою «Дзержинець» в 1948 році. Два сезони паровозобудівники провели в другій групі, займаючи, відповідно, 9-е і 10-е місця серед 14 команд. Після цього «Дзержинець» 11 років брав участь виключно в першостях товариства та Московської області.
У 1960 році команда тепловозобудівного заводу — «Авангард» — повернулася на всесоюзну арену в класі «Б», де й провела вісім сезонів з 1960 по 1969 рік, з перервою у 1961-1962 роках. Найкращим результатом стало 4-е місце в 1964 році. Після реформи футбольного господарства країни в 1970 році (тоді було скасовано клас «Б») тепловозобудівники втратили місце у всесоюзних змаганнях. Команда почала грати на першість Московської області у вищій групі, але незабаром скотилася в другу.
В цей час на провідні ролі в місті вийшла інша команда Заводу важкого верстатобудування (ЗВС) «Ока». Верстатобудівники — п'ятиразові чемпіони Московської області, п'ятиразові володарі кубка Московської області та шестикратні володарі призу льотчика-космонавта В. Н. Волкова. У 1988 році «Ока» стала переможцем зонального турніру першості КФК й через 20 років повернула великий футбол в місто, дебютувавши в 1989 році у другій союзній лізі. У 1990 році почалося відродження «Авангарду». Протистояння двох коломенських команд призвело до того, що в першому російському чемпіонаті 1992 року обидва клуби стартували в одній зоні другої ліги і фінішували по сусідству. Ще в чотирьох російських першостях Коломну представляли обидві команди, найкращим результатом виступів стало 2-е місце зайняте «Авангардом» в 1993 році.
У Коломні почали свій шлях три заслужених майстри спорту з футболу — С.С. Ільїн, В.А. Чістохвалов та Е.В. Малофєєв.

## Історія клубу

### Коломна

#### Об'єднання «Авангарду» й «Оки»
Напередодні початку сезону 1997 року у Коломні створений муніципальний футбольний клуб «Коломна», який об'єднав дві коломенські команди: «Авангард», заснований у 1906 році, й «Оку», засновану в 1923 році). Напередодні старту сезону 1998 року клуб «Коломна» об'єднався з командою «Гігант» (Воскресенськ) — чемпіоном Росії-1997 серед аматорських футбольних клубів в зоні «Московська область» та командою «Рода» (Москва).
Останнє велике досягнення «Коломни» припадає на 1999 рік, коли клуб зайняв друге місце в другому дивізіоні. Далі розпочинається занепад команди, у 2000 році — 12-е місце. За результатами чемпіонату 2001 року «Коломна» (19-е місце з 20 команд) повинна була покинути професіональний футбол, але рішенням ПФЛ коломенська команда була залишена в зоні «Центр». Але наступного сезону, зайнявши 18-е місце з 20 команд, клуб втратив місце в другому дивізіоні й почав виступати в турнірі аматорських команд.

#### Виліт у третій дивізіон
Згодом провів десять сезонів в третьому дивізіоні, де найкращим результатом було шосте місце (2008, 2011/12) та вихід у фінал кубку Московської області (2011/12, 2012).
У 2012 році першість ЛФК в зоні «Московська область» було вирішено проводити в одне коло. «Коломна» посилилася декількома футболістами з інших міст, які мають досвід виступу у вищих дивізіонах. У цьому сезоні команда вдруге поспіль потрапила до фіналу Кубка серед аматорів й поступилися в серії післяматчевих пенальті щолковській «Спарті»; посіла перше місце в чемпіонаті й піднялася до другого дивізіону.

### Повернення у професіональний футбол

#### Сезон 2013/14
У перший сезон після повернення в професіональний футбол склад клубу повністю оновився, мала успішний старт: в першій частині чемпіонату, на своєму полі поступилася тільки двічі. Однак, після приходу нового головного тренера, Едуарда Дьоміна в січні 2014 року, повністю провалила весняний відрізок першості, здобувши лише одну перемогу — в останньому матчі обіграла з мінімальним рахунком принципового суперник «Знамя Труда». В підсумку — 13-е місце з 17 команд-учасниць.

### Сезон 2014/15
Головним досягненням сезону є вихід в 1/32 фіналу Кубку Росії. Це сталося вперше за 21 рік після виходу «Віктора-Авангарду» в 1/16 фіналу кубку Росії 1993/94. По ходу турніру коломенцям вдалося пройти «Орел» (2:0), курський «Авангард» (2:1) та брянське «Динамо» (3:0). В 1/32 фіналу, яка проходила на стадіоні «Авангард», в присутності 2500 глядачів команда поступилася представнику ФНЛ «Тосно» з рахунком 1:4.

### Сезон 2015/16
Цей сезон клуб провів вкрай невдало: посівши останнє місце, в 28 матчах Першості Росії в зоні «Захід», здобувши лише дві перемоги. Загалом набрав 10 очок — в два рази менше, ніж у найближчого суперника, петрозаводської «Карелії» (20). Ближче до кінця сезону, 1 травня, команду покинув головний тренер Володимир Бондаренко. 23 травня йому на зміну прийшов екс-головний тренер московського «Поділля» Олександр Бодров. У період до призначення Бодрова виконуючим обов'язки головного тренера команди був колишній гравець клубу Сергій Піскарьов.
25 травня стало відомо, що «Коломна» успішно пройшла процедуру ліцензування й була допущена для участі в Першості ПФЛ та Кубку Росії в сезоні 2016/17 років.

### Сезон 2018/19
У сезоні 2018/19 років команда стартувала невдало: лише одне набране очко в п'яти матчах, й закономірно отримала негативні відгуки від уболівальників й оточення клубу. У розіграші Кубка «Коломна» також не затрималася, вилетівши на стадії 1/128 фіналу від раменського «Сатурна». Однак восени команда змінилася й виступила на дуже високому рівні. З вересня і до закінчення осіннього відрізку чемпіонату «Коломна» здобула п'ять домашніх перемог поспіль (з них три були вольовими). 3 листопада 2018 року напередодні матчу проти смоленського «Дніпра» був підписаний спонсорський контракт з групою компаній АТЕК, що сприяло стабілізації фінансового становища клубу. За підсумками першої частини сезону, набравши 20 очок в 16 матчах, команда займала 9-е місце, відстаючи від 4-о місця на шість очок.
Команда невдало розпочала весняну частину чемпіонату з поразок від «Пскова-747» (1:6) та «Знамя Труда» (0:4), внаслідок чого був розірваний контракт з Денисом Зубко, який керував тренувальним процесом два роки. При цьому на момент відходу він уже не був головним тренером, оскільки напередодні поновленням сезону на цю позицію в заявочний лист був внесений Василь Рожнов, який прийшов у клуб в лютому 2019 року зі «Знамені Труда». Однак перестановки в тренерському штабі не допомогли: у 8 матчах весняної частини сезону команда набрала лише одне очко, зігравши внічию з «Муромом» (2:2), і програвши інші сім матчів із загальним рахунком 3:30.

## Статистика виступів

### «Авангард»
| Рік  | Турнір                                     | Місце | Іг | В  | Н  | П  | Г     | О  | Кубок  | Бомбардир (чемпіонат)  |
| ---- | ------------------------------------------ | ----- | -- | -- | -- | -- | ----- | -- | ------ | ---------------------- |
| 1936 | -                                          | -     | -  | -  | -  | -  | -     | -  | 1/32   |                        |
| 1937 | -                                          | -     | -  | -  | -  | -  | -     | -  | 1/64   |                        |
| 1939 |                                            |       |    |    |    |    |       |    | 1/16   |                        |
| 1943 | Чемпіонат Кірова                           | 1     |    |    |    |    |       |    | -      |                        |
| 1944 | Чемпіонат Кірова                           | 1     |    |    |    |    |       |    | -      |                        |
| 1946 | Чемпіонат Московської області, Друга група | 1     |    |    |    |    |       |    | -      |                        |
| 1947 | Чемпіонат Московської області, Перша група | 1     | -  | -  | -  | -  | -     | -  | 1/8    |                        |
| 1948 | Група II, 1 Зона РРФСР                     | 9     | 26 | 7  | 4  | 15 | 37-49 | 18 | -      |                        |
| 1949 | Група II, 4 Зона РРФСР                     | 10    | 26 | 8  | 5  | 13 | 31-48 | 21 | -      |                        |
| 1950 | КФК, Московська зона, 2 група              |       |    |    |    |    |       |    |        |                        |
| 1951 | КФК, Підмосковна зона, 2 підгрупа          | 2     | -  | -  | -  | -  | -     | 25 | -      |                        |
| 1952 | КФК, Підмосковна зона, 2 підгрупа          | 5     | -  | -  | -  | -  | -     | 11 | -      |                        |
| 1953 | КФК, Підмосковна зона                      | 2     | 7  | 4  | 2  | 1  | 9-10  | 10 | -      |                        |
| 1954 | КФК, Підмосковна зона                      | 2     |    |    |    |    |       | -  | -      |                        |
| 1955 | КФК, Підмосковна зона                      | 5     | -  | -  | -  | -  | -     | -  | -      |                        |
| 1956 | КФК, Підмосковна зона                      | 2     | -  | -  | -  | -  | -     | -  | -      |                        |
| 1957 | КФК, Підмосковна зона                      | 2     | -  | -  | -  | -  | -     | -  | Обл    |                        |
| 1958 | КФК, Підмосковна зона                      | 2     | -  | -  | -  | -  | -     | -  | -      |                        |
| 1959 | КФК, Підмосковна зона                      | 3     | -  | -  | -  | -  | -     | -  | -      |                        |
| 1960 | Клас Б, РРФСР, 2 зона                      | 10    | 28 | 7  | 8  | 13 | 40-48 | 22 | 1/128  |                        |
| 1963 | Клас Б, РРФСР, 2 зона                      | 7     | 32 | 14 | 6  | 12 | 42-37 | 34 | 1/512  |                        |
| 1964 | Клас Б, РРФСР, 1 зона                      | 4     | 32 | 14 | 10 | 8  | 27-26 | 38 | 1/512  |                        |
| 1965 | Клас Б, РРФСР, 1 зона                      | 11    | 34 | 12 | 10 | 12 | 32-36 | 34 | 1/4096 |                        |
| 1966 | Клас Б, РРФСР, 1 зона                      | 10    | 32 | 8  | 12 | 12 | 28-45 | 28 | 1/512  |                        |
| 1967 | Клас Б, РРФСР, 1 зона                      | 14    | 34 | 8  | 12 | 14 | 17-33 | 28 | 1/256  |                        |
| 1968 | Клас Б, РРФСР, 1 зона                      | 6     | 32 | 13 | 10 | 9  | 41-29 | 36 | 1/512  |                        |
| 1969 | Клас Б, РРФСР, 1 зона                      | 5     | -  | -  | -  | -  | -     | -  | 1/512  |                        |
| 1973 | Чемпіонат Московської області, Вища група  | ?     |    |    |    |    |       |    | -      |                        |
| 1975 | Чемпіонат Московської області, Вища група  | 6     | 20 | 9  | 2  | 9  | 30-29 | 20 | -      |                        |
| 1976 | Чемпіонат Московської області, Вища група  | 3     | 20 | 12 | 3  | 3  | 36-20 | 27 | -      |                        |
| 1983 | Чемпіонат Московської області, Вища група  | 9     | 26 | 8  | 5  | 13 | 19-34 | 21 | -      |                        |
| 1985 | Чемпіонат Московської області, Вища група  | 9     | 26 | 9  | 6  | 11 | 34-41 | 24 | -      |                        |
| 1986 | Чемпіонат Московської області, Вища група  | 8     | 30 | 11 | 4  | 15 | 33-49 | 26 | 1/128  |                        |
| 1989 | Чемпіонат Московської області, Перша група | 1     |    |    |    |    |       |    | -      |                        |
| 1990 | Чемпіонат Московської області, Перша група | 1     | 26 | 15 | 8  | 3  | 57-53 | 38 | Обл    |                        |
| 1991 | КФК, шоста зона, «Центр», Перша група      | 5     | 30 | 16 | 8  | 6  | 53-31 | 40 | -      | Геннадій Філіппов — 13 |
| 1992 | Друга ліга, третя зона                     | 9     | 40 | 20 | 9  | 11 | 64-42 | 49 | 1/256  | Геннадій Філіппов — 16 |
| 1993 | Друга ліга, четверта зона                  | 2     | 42 | 30 | 4  | 8  | 86-32 | 64 | 1/16   | Олександр Антонов — 18 |
| 1994 | Друга ліга, зона «Захід»                   | 16    | 40 | 11 | 6  | 23 | 38-69 | 28 | 1/128  | Салех Абдулкаюмов — 14 |
| 1995 | Друга ліга, зона «Захід»                   | 18    | 42 | 11 | 9  | 22 | 55-67 | 42 | 1/128  | Сергій Беспалих — 13   |
| 1996 | Третя ліга, третя зона                     | 7     | 38 | 18 | 4  | 16 | 49-47 | 58 | 1/64   | Сергій Беспалих — 25   |

### «Ока»
| Рік  | Турнір                                                    | Місце | Іг | В  | Н  | П  | Г     | О  | Кубок | Бомбардир (Чемпіонат)  |
| ---- | --------------------------------------------------------- | ----- | -- | -- | -- | -- | ----- | -- | ----- | ---------------------- |
| 1938 | КФК, зона «Підмосков'я»                                   |       |    |    |    |    |       |    | 1/64  |                        |
| 1939 |                                                           |       |    |    |    |    |       |    | 1/32  |                        |
| 1940 |                                                           |       |    |    |    |    |       |    | 1/4   |                        |
| 1943 | Чемпіонат Красноярського краю                             | 1     |    |    |    |    |       |    | Обл.  |                        |
| 1944 | Чемпіонат Красноярського краю                             | 1     |    |    |    |    |       |    | -     |                        |
| 1946 | Чемпіонат Московської області, Перша група                | 2     |    |    |    |    |       |    | Обл.  |                        |
| 1948 | КФК, зона «Підмосков'я»                                   | 4     | 18 | 10 | 2  | 6  | 37-40 | 22 | Обл.  |                        |
| 1949 | КФК, зона «Підмосков'я»                                   |       |    |    |    |    |       |    | -     |                        |
| 1950 | КФК, Московська зона, 1 група                             |       |    |    |    |    |       |    |       |                        |
| 1951 | Чемпіонат Московської області, перша група                | 3     |    |    |    |    |       |    | -     |                        |
| 1952 | Чемпіонат Московської області, третя група(?)             | 1     |    |    |    |    |       |    | -     |                        |
| 1954 | Чемпіонат Московської області, перша група, четверта зона | 1     |    |    |    |    |       |    | -     |                        |
| 1955 | Чемпіонат Московської області, перша група, четверта зона | 1     | 14 | 8  | 4  | 2  | 30-3  | 20 | -     |                        |
| 1956 | КФК, Підмосковна зона                                     | 7     | -  | -  | -  | -  | -     | 45 | -     |                        |
| 1957 | КФК, Підмосковна зона                                     | 12    | -  | -  | -  | -  | -     | -  | -     |                        |
| 1958 | Чемпіонат Московської області, друга група, третя зона    | 12    | -  | -  | -  | -  | -     | -  | -     |                        |
| 1963 | Чемпіонат Московської області, друга група                | 1     | -  | -  | -  | -  | -     | -  | -     |                        |
| 1965 | Чемпіонат Московської області, перша група                | 9     | -  | -  | -  | -  | -     | -  | -     |                        |
| 1966 | Чемпіонат Московської області, друга група                | 2     | -  | -  | -  | -  | -     | -  | Обл.  |                        |
| 1968 | Чемпіонат Московської області, вища група                 | 1     | -  | -  | -  | -  | -     | -  | -     |                        |
| 1973 | Чемпіонат Московської області, вища група                 | 1     | -  | -  | -  | -  | -     | -  | -     |                        |
| 1974 | Чемпіонат Московської області, вища група                 | 2     | -  | -  | -  | -  | -     | -  | Фін.  |                        |
| 1975 | Чемпіонат Московської області, вища група                 | 2     | 20 | 15 | 3  | 2  | 39-7  | 33 | Обл.  |                        |
| 1976 | Чемпіонат Московської області, вища група                 | 1     | 18 | 13 | 2  | 3  | 25-10 | 28 | -     |                        |
| 1977 | Чемпіонат Московської області, вища група                 | 2     | -  | -  | -  | -  | -     | -  | 1/4   |                        |
| 1978 | Чемпіонат Московської області, вища група                 | 1     | -  | -  | -  | -  | -     | -  | -     |                        |
| 1979 | Чемпіонат Московської області, вища група                 | 1     | -  | -  | -  | -  | -     | -  | Фін.  |                        |
| 1980 | Чемпіонат Московської області, вища група                 | 3     | -  | -  | -  | -  | -     | -  | -     |                        |
| 1982 | Чемпіонат Московської області, вища група                 | 2     | -  | -  | -  | -  | -     | -  | -     |                        |
| 1983 | Чемпіонат Московської області, вища група                 | 1     | 26 | 20 | 6  | 0  | 52-17 | 46 | Обл   |                        |
| 1984 | Чемпіонат Московської області, вища група                 | 2     | -  | -  | -  | -  | -     | -  | -     |                        |
| 1985 | Чемпіонат Московської області, вища група                 | 2     | 26 | 21 | 4  | 1  | 53-19 | 46 | -     |                        |
| 1986 | Чемпіонат Московської області, вища група                 | 3     | 30 | 22 | 5  | 3  | 51-19 | 49 | -     |                        |
| 1987 | Чемпіонат Московської області, вища група                 | 1     | -  | -  | -  | -  | -     | 43 | -     |                        |
| 1988 | КФК, шоста зона («Центр»), вища ліга                      | 1     | 20 | 14 | 4  | 2  | 53-15 | 32 | -     | Михайлов Кутузов — 14  |
| 1989 | 2 ліга, перша зона                                        | 17    | 42 | 12 | 8  | 22 | 50-95 | 32 | -     | Олександр Антонов — 21 |
| 1990 | 2 ліга, п'ята зона                                        | 14    | 32 | 10 | 5  | 17 | 31-47 | 25 | 1/2   | Олександр Антонов — 7  |
| 1991 | 2 ліга, п'ята зона                                        | 11    | 42 | 15 | 16 | 11 | 61-47 | 46 | 1/32  | Ігор Черемісов — 15    |
| 1992 | 2 ліга, третя зона                                        | 8     | 40 | 19 | 12 | 9  | 56-40 | 50 | 1/256 | Дмитро Морданов — 14   |
| 1993 | 2 ліга, четверта зона                                     | 12    | 42 | 16 | 6  | 20 | 53-61 | 38 | 1/64  | Дмитро Морданов — 18   |
| 1994 | 3 ліга, третя зона                                        | 23    | 46 | 6  | 12 | 28 | 39-99 | 24 | 1/256 | Олександр Рогачов — 10 |
| 1995 | 3 ліга, третя зона                                        | 16    | 44 | 10 | 16 | 18 | 27-54 | 46 | -     | Сергій Лутовінов — 7   |
| 1996 | 3 ліга, третя зона                                        | 16    | 38 | 9  | 9  | 20 | 33-73 | 46 | 1/256 | Сергій Лутовінов — 14  |

### «Коломна»
| Рік     | Турнір                                                    | Місце | Іг | В  | Н  | П  | Г     | О  | Кубок | Бомбардир (чемпіонат)                                                                               |
| ------- | --------------------------------------------------------- | ----- | -- | -- | -- | -- | ----- | -- | ----- | --------------------------------------------------------------------------------------------------- |
| 1997    | Третя ліга ПФЛ, 3-а зона                                  | 10    | 40 | 15 | 12 | 13 | 49-40 | 57 | 1/128 | Олександр Рогачов — 15                                                                              |
| 1998    | Другий дивізіон, зона «Центр»                             | 13    | 40 | 14 | 8  | 18 | 57-72 | 50 | 1/128 | Андрій Болдін — 19                                                                                  |
| 1999    | Другий дивізіон, зона «Центр»                             |       | 36 | 22 | 6  | 8  | 68-44 | 72 | 1/128 | Андрій Болдін — 21                                                                                  |
| 2000    | Другий дивізіон, зона «Центр»                             | 12    | 38 | 12 | 9  | 17 | 36-63 | 45 | 1/256 | Андрій Болдін — 12                                                                                  |
| 2001    | Другий дивізіон, зона «Центр»                             | 19    | 38 | 7  | 9  | 22 | 25-68 | 30 | 1/256 | Андрій Болдін — 7                                                                                   |
| 2002    | Другий дивізіон, зона «Центр»                             | 18    | 38 | 10 | 6  | 22 | 35-51 | 36 | 1/256 | Петро Нікулишин — 8                                                                                 |
| 2003    | Третій дивізіон, МРО «Центр», Московська область, група А | 10    | 30 | 10 | 6  | 14 | 43-48 | 36 | 1/8   | Олександр Куранов — 11                                                                              |
| 2004    | Третій дивізіон, МРО «Центр», Московська область, група А | 11    | 30 | 9  | 7  | 14 | 35-47 | 34 | —     | Олександр Куранов — 6                                                                               |
| 2005    | Третій дивізіон, МРО «Центр», Московська область, група А | 10    | 30 | 12 | 5  | 13 | 40-41 | 41 | —     | Сергій Лутовінов — 18                                                                               |
| 2006    | Третій дивізіон, МРО «Центр», Московська область, група А | 7     | 30 | 10 | 10 | 10 | 42-36 | 40 | 1/8   | Андрій Спірін — 7                                                                                   |
| 2007    | Третій дивізіон, МРО «Центр», Московська область, група А | 11    | 30 | 9  | 8  | 13 | 41-46 | 35 | 1/16  | Ігор Гаврилін — 10                                                                                  |
| 2008    | Третій дивізіон, МРО «Центр», Московська область, група А | 6     | 30 | 15 | 6  | 9  | 55-46 | 51 | 1/16  | Ігор Гаврилін — 10                                                                                  |
| 2009    | Третій дивізіон, МРО «Центр», Московська область, група А | 9     | 30 | 12 | 4  | 14 | 43-40 | 40 | 1/2   | Ілля Макєєв — 12                                                                                    |
| 2010    | Третій дивізіон, МРО «Центр», Московська область, група А | 8     | 30 | 12 | 6  | 12 | 37-38 | 42 | 1/4   | Ігор Гаврилін — 9                                                                                   |
| 2011/12 | Третій дивізіон, МРО «Центр», Московська область, група А | 6     | 42 | 22 | 10 | 10 | 87-48 | 76 | фінал | Ігор Гаврилін — 21                                                                                  |
| 2012    | Третій дивізіон, МРО «Центр», Московська область, група А |       | 17 | 13 | 2  | 2  | 34-15 | 41 | фінал | Сергій Орлов — 15                                                                                   |
| 2013/14 | Другий дивізіон, зона «Захід»                             | 13    | 32 | 10 | 5  | 17 | 32-56 | 35 | 1/256 | Роман Максімов — 8                                                                                  |
| 2014/15 | Другий дивізіон, зона «Захід»                             | 15    | 30 | 6  | 5  | 19 | 28-67 | 23 | 1/32  | Максим Бобилєв — 4 Костянтин Павлов — 4                                                             |
| 2015/16 | Другий дивізіон, зона «Захід»                             | 15    | 28 | 2  | 4  | 22 | 20-65 | 10 | 1/256 | Роман Джигкаєв — 4                                                                                  |
| 2016/17 | Другий дивізіон, зона «Захід»                             | 12    | 26 | 4  | 9  | 13 | 19-43 | 21 | 1/256 | Олександр Єршов — 5                                                                                 |
| 2017/18 | Другий дивізіон, зона «Захід»                             | 13    | 26 | 5  | 1  | 20 | 18-59 | 16 | 1/128 | В'ячеслав Шакір — 3                                                                                 |
| 2018/19 | Другий дивізіон, зона «Захід»                             | 11    | 24 | 6  | 3  | 15 | 26-56 | 21 | 1/128 | Дмитро Демидов — 3 Євген Стародубцев — 3 Олександр Осташкін — 3 Ілля Грузнов — 3 Євген Чернишов — 3 |

## Найвищі досягнення

### СРСР
- Чемпіонат СРСР
  -  Бронзовий призер (1): 1923 (неофіційний)

- Кубок СРСР
  - 1/32 фіналу (1): 1936

- Кубок РРФСР
  - 1/2 фіналу (1): 1990

### Росія
- Другий дивізіон
  -  Срібний призер (2): 1993, 1999

- Кубок Росії
  - 1/16 фіналу (1): 1993/94

- Третій дивізіон
  -  Чемпіон (1): 2012

- Кубок Московської області
  -  Срібний призер (2): 2011/12, 2012

## Найбільші перемоги
- «Авангард» (Коломна) — «Локомотив-дубль» (Москва) — 8:0 (1993 р.)
- «Авангард» (Коломна) — «Ірістон» (Владикавказ) — 7:0 (1995 р.)
- «Коломна» — «Балашиха» — 7:0 (2005 р.)
- «Коломна» — «Ока» (Ступино) — 5:0 (2012 р.)
- «Титан» (Клин) — ФК «Коломна» — 0:6 (2012 р.)

## Найбільші поразки
- 24.04.2008. Третій дивізіон, МРО «Центр», Московська область, група А. Подольськ, стадіон «Зеніт». «Авангард» (Подольськ) — «Коломна» — 8:0
- 02.06.2019. ПФЛ, група «Центр». Москва, Стадіон «Спартаківець». «Велес» (Москва) — «Коломна» — 7:0
- 16.05.1996. Третя ліга, зона 3. Ногінськ. «Автомобіліст» (Ногінськ) — «Ока» (Коломна) — 7:0
- 18.09.1966. Чемпіонат СРСР. Клас Б, РРФСР, 1 зона. Брянськ. «Динамо» (Брянськ) — «Авнгард» (Коломна) — 7:0

## Вболівальники

### Зародження зацікавленості до футболу в Коломні
З часів зародження футболу в місті, стадіони «Авангард» й «Труд», де проводили свої матчі найуспішніші коломенські клуби, при їх невеликій місткості завжди мали велику популярність, майже на кожній домашній гру був аншлаг. Нерідко траплялося так, що десятитисячний стадіон не вміщував всіх бажаючих переглянути гру місцевої команди.

### Становище в аматорському футболі
Станом на 2010 рік «Коломна» мала найчисленнішу фанатську підтримку серед аматорських клубів Московської області. За неофіційними даними кількість уболівальників, які брали участь у підтримці команди під час матчів перевищувала 300 осіб, в основному це були молоді люди у віці від 14 до 23 років.
У зимовій першості 2011 року було здійснено наймасовіший виїзд уболівальників за всю історію клубу: виїзний матч в місті Ступино відвідало 35 осіб. Вболівальники добиралися до міста з трьома пересадками на електричках, витративши на дорогу понад вісім годин.
У 2011 році на матч чемпіонату збиралося в середньому від трьох тисяч чоловік, на кубковий — від п'яти тисяч. Найбільша кількість глядачів була зафіксована півфіналі Кубка — понад 7 тисяч. На виїзні матчі Кубка, а також найближчих до Коломни міста, такі як Бєлоомут (Кубок), Лохвиця (Першість), Люберці (Кубок) відвідували понад 200 осіб.

### Відвідуваність після повернення до професіонального футболу
У перший сезон після повернення в ПФЛ (2013/14) відвідуваність деякий час залишалася на високому рівні, незважаючи на запровадження платного входу на стадіон (вартість звичайного квитка 100 рублів, пільгового — 70). Варто відзначити матчі чемпіонату проти «Русі» (3500 глядачів), а також проти «Півночі», «Зеніту-2», «Строгино» й «Тосно» (по 2500 чоловік на кожній грі). Однак пізніше глядацький інтерес почав спадати. Виною тому було декілька причин, головними з яких були: по-перше, не найкращі результати команди; по-друге, матчі пізньої осені та ранньої весни в не найкомфортнішу для перегляду матчів погоду (наслідки переходу на систему «осінь-весна»).
У сезоні 2014/15 років різке падіння відвідуваності пригальмувало успішний виступ команди в Кубку Росії, де «Коломна» дійшла до 1/32 фіналу, вилетівши від представника ФНЛ «Тосно». Повіривши в команду, уболівальники ще довгий час пристойно заповнювали стадіони, на яких вона грала.
У сезоні 2015/16 років незадовільні результати та бліда гра стали каталізатором відтоку поціновувачів футболу зі стадіонів «Авангард» та «Труд». Відвідуваність «Коломни» впала більш ніж наполовину. Жоден матч сезону не зібрав на трибунах понад тисячу глядачів.
Статистика відвідуваності домашніх матчів в чемпіонаті після повернення в професіональний футбол
| Сезон   | Середня відвідуваність | Місце за відвідуваністю | Місце в турнірній таблиці |
| ------- | ---------------------- | ----------------------- | ------------------------- |
| 2013/14 | 1623                   | 4 (з 17)                | 13 (з 17)                 |
| 2014/15 | 1433                   | 4 (з 16)                | 15 (з 16)                 |
| 2015/16 | 689                    | 9 (з 15)                | 15 (з 15)                 |
| 2016/17 | 608                    | 6 (з 14)                | 12 (з 14)                 |
| 2017/18 | 550                    | 7 (з 14)                | 13 (з 14)                 |
| 2018/19 | 925                    | 3 (з 13)                | 11 (з 13)                 |

Джерело — протоколи матчів офіційного сайту ПФЛ [Архівовано 5 липня 2017 у Wayback Machine.].

## Відомі гравці
- Олексій Ботвіньєв
- Едуард Малофєєв